# عطية محمد سالم
الشيخ عطية بن محمد سالم (1346 هـ - 1420 هـ / 1927 - 1999م)

## النشأة
ولد عطية بن محمد سالم في قرية المهدية من قري مركز ههيا الشرقية في مصر سنة 1346 هـ الموافق 1927م، وتلقى في كتّابها علومه الأولية، وحفظ بعض أجزاء القرآن الكريم ومبادئ العلوم. في عام 1364هـ ارتحل إلى المدينة المنورة، وأخذ يتلقى العلم في حلقات المسجد النبوي الشريف، فدرس موطأ الإمام مالك ونيل الأوطار وسبل السلام وغيرها من كتب الحديث واللغة والفرائض على يد عدد من الشيوخ والعلماء منهم: عبد الرحمن الأفريقي، وحماد الأنصاري، ومحمد التركي، ومحمد الحركان وغيرهم.

## التعليم
التحق بالمعهد العلمي في الرياض عام 1371هـ ودرس فيه المرحلة الثانوية ثم التحق بالمعهد العالي بالرياض أيضاً وحصل على شهادتين في الشريعة واللغة العربية.

## أساتذته
كان من أساتذته الشيخ عبد العزيز بن باز، والشيخ عبد الرزاق عفيفي والشيخ عبد الرزاق حمزة وآخرون. كان للشيخ محمد الأمين الشنقيطي دور بارز في حياته فقد تتلمذ عليه ولازمه في حلّه وترحاله أكثر من عشرين عاماً كانت حافلة بالعطاء والعلم والمعرفة وحسن التصرف وآداب الصحبة والسلوك وغيرها.

## العمل
مارس الشيخ عطية التعليم وهو على مقاعد الدراسة الجامعية ، فدّرس بالمعهد العلمي بالأحساء، وفي كليتي الشريعة واللغة العربية بالرياض. في عام 1381 هـ، وحين أُسست الجامعة الإسلامية بالمدينة المنورة انتقل إليها وأسندت إليه إدارة التعليم فيها، كما تولى التدريس في بعض كلياتها وفي قسم الدراسات العليا فيها، ثم في المعهد العالي للدعوة التابع لجامعة الإمام محمد بن سعود الإسلامية ـ فرع المدينة المنورة.
في عام 1384 هـ، انتقل إلى سلك القضاء بتكليف من سماحة مفتي المملكة، وكان رئيساً للقضاء والمحاكم، وعُيّن على مرتبة قاضي (أ) ثم على مرتبة قاضي تمييز إلى أن أحيل على التقاعد النظامي في 1/5/1414هـ. كان للشيخ حلقة في المسجد النبوي الشريف، يدرس فيها فنوناً مختلفة من العلوم الشرعية يجتمع إليه فيها طلبة العلم من شتى بقاع العالم. له عدد من المصنفات والمؤلفات والرسائل المطبوعة والمخطوطة في العلم والأدب والتاريخ وغيرها.

## من مؤلفاته المطبوعة
- تتمة تفسير أضواء البيان للشيخ محمد الأمين الشنقيطي ، من سورة الحشر إلى آخر سورة الناس.
- تسهيل الوصول إلى علم الأصول بالاشتراك.
- الأدب في صدر الإسلام بالاشتراك.
- أصل الخطابة وأصولها.
- تعريف عام بعموميات الإسلام.
- عمل أهل المدينة في موطأ الإمام مالك.
- آيات الهداية والاستقامة في جزأين.
- التراويح أكثر من ألف عام في مسجد النبي.
- ترتيب التمهيد على أبواب الفقه. (12) مجلداً.

## من الكتب المهيأة للطبع
- من أعيان علماء الحرمين من عصر الصحابة إلى اليوم.
- بدر والبدريون.

## موسوعات تحت الكتابة وهي
- موسوعة المسجد النبوي.
- موسوعة الدماء.
- الآراء الفقهية للشيخ عطية محمد سالم (وهي أكثر من 20 عشرين رسالة ماجستير في كلية الشريعة وأصول الدين بجامعة الملك خالد بعسير)[1]

يتمتع المترجَم له بنشاط واسع وخاصة في مجال الإعلام ووسائله المختلفة من إذاعة وتلفزيون وصحافة، حيث قدم الكثير من البرامج الإذاعية والتلفزيونية، وأجريت معه المقابلات واللقاءات المختلفة، ونشر العديد من المقالات والرسائل في الصحف والمجلات ، كما ألقى الكثير من المحاضرات في الجامعات والأندية والمؤسسات العلمية داخل المملكة وخارجها، وكان في جميع ما كتب وألّف وحاضر، واسع المعرفة جيد الأسلوب، ملماً بالموضوع الذي يتناوله من جميع جوانبه.

## مؤتمرات وندوات داخلية وخارجية شارك فيها
- مؤتمر إعداد الدعاة بالجامعة الإسلامية في المدينة المنورة بعنوان : «أساليب الدعوة».
- مؤتمر مكافحة الجريمة بالرياض.
- مؤتمر مكافحة المخدرات بالجامعة الإسلامية.
- مؤتمر أهل الحديث بالباكستان.
- مؤتمر ماليزيا الدولي.
- مؤتمر بغداد خلال حرب العراق وإيران ، وغيرها.

## وفاته
ظل الشيخ يزاول عمله مدرساً في المسجد النبوي الشريف حتى تاريخ وفاته وله تلاميذه ومحبيه. تُوفي في المدينة يوم الاثنين 6 ربيع الثاني 1420 هـ الموافق الإثنين 19 يوليو 1999م ودفن في البقيع.

## انظر ايضًا
- محمد عبد الرزاق حمزة

## وصلات خارجية
- صفحة الشيخ عطية محمد على موقع طريق الإسلام